# První námořní lord

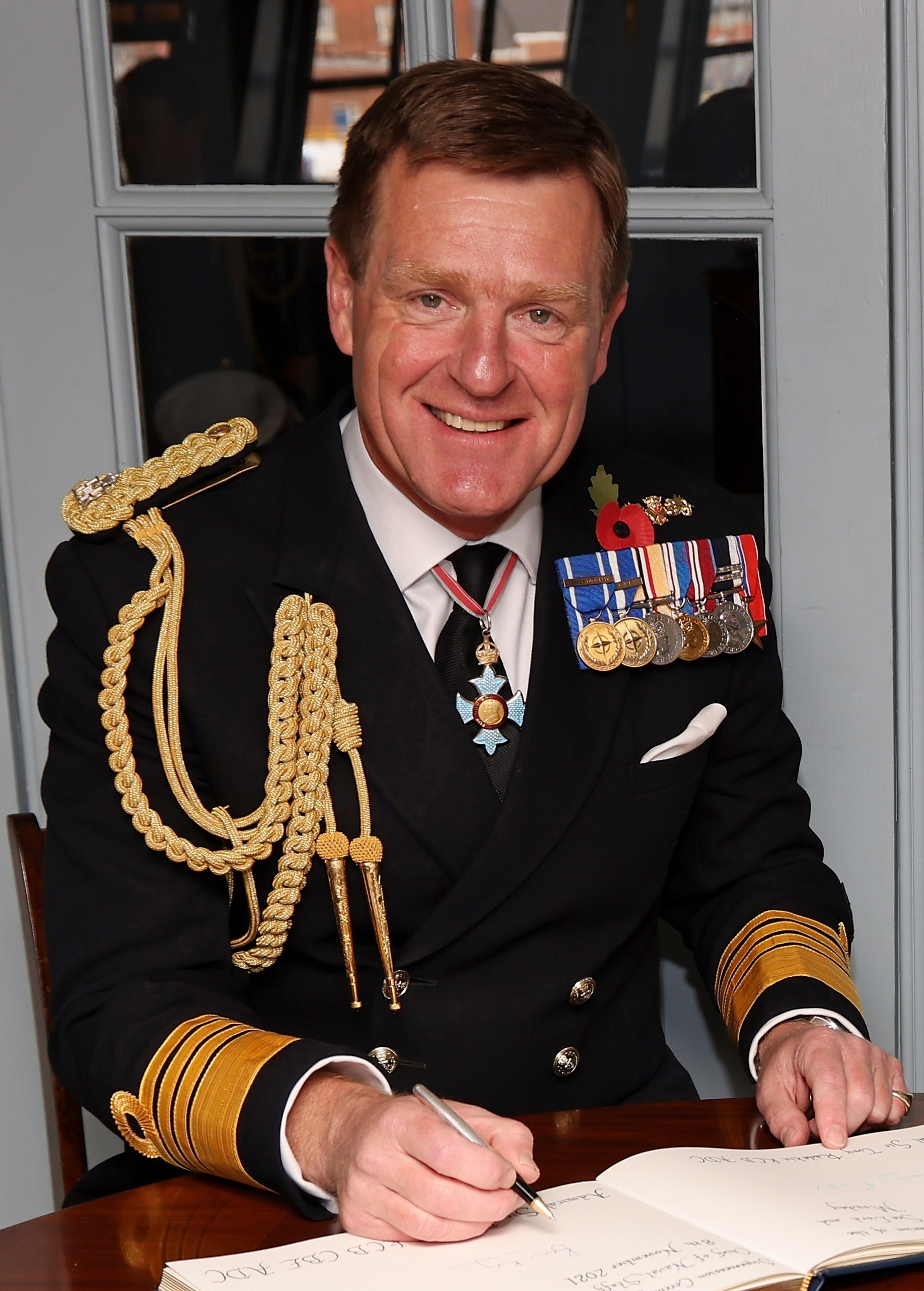
Admirál Sir Ben Key, první námořní lord od 2021

První námořní lord (anglicky The First Sea Lord and Chief of Naval Staff (1SL/CNS)) je nejvyšším profesním velitelem v Britském královském námořnictvu. Od 17. století se neformálně jako první námořní lordi uvádějí nejvyšší důstojníci Royal Navy ve sboru lordů admirality (přičemž první lord admirality byl často civilistou). Funkce byla tehdy označována jako Senior Naval Lord. Po reformě námořnictva v roce 1828 byla zřízena funkce prvního námořního lorda nezávisle na admiralitě. Ve vládě reprezentoval námořnictvo nadále první lord admirality a jemu podřízní civilní lord admirality a finanční tajemník admirality, zatímco odborná problematika fungování Royal Navy přešla pod úřad prvního námořního lorda (First Naval Lord, od roku 1904 First Sea Lord and Chief of Naval Staff). Prvnímu námořnímu lordovi byli podřízeni druhý až pátý námořní lord s přesně rozdělenými kompetencemi Od roku 1923 je první námořní lord členem Výboru náčelníků štábů (Chiefs of Staff Committee (CSC)). První námořní lord také zasedá v Radě obrany (Defence Council) a ve Vedení admirality (Admiralty Board). V současné době funkci prvního námořního lorda vykonává admirál Sir Ben Key (jmenován v listopadu 2021).

## Seznam prvních námořních lordů Velké Británie a Spojeného království
- 1709–1710 Sir John Leake (1656–1720)
- 1710–1712 Sir George Byng (1663–1733)
- 1712–1714 Sir John Leake (1656–1720)
- 1714–1717 Sir George Byng (1663–1733)
- 1717–1718 Matthew Aylmer (1650–1720)
- 1718–1721 Sir George Byng (1663–1733)
- 1721–1727 Sir John Jennings (1664–1743)
- 1727–1730 Sir John Norris (1670–1749)
- 1730–1733 Sir Charles Wager (1666–1743)
- 1733–1738 lord Archibald Hamilton (1673–1754)
- 1738–1742 lord Harry Paulet (1691–1759)
- 1742–1746 lord Archibald Hamilton (1673–1754)
- 1746–1749 lord Vere Beauclerk (1699–1781)
- 1749–1751 George Anson, 1. baron Anson (1697–1762)
- 1751–1756 Sir William Rowley (1690–1768)
- 1756–1757 Edward Boscawen (1711–1761)
- 1757      Sir William Rowley (1690–1768)
- 1757–1761 Edward Boscawen (1711–1761)
- 1761–1763 John Forbes (1714–1796)
- 1763–1765 Richard Howe, 4. vikomt Howe (1726–1799)
- 1765–1766 Sir Charles Saunders (1715–1775)
- 1766      Augustus Keppel (1725–1786)
- 1766–1770 Sir Peircy Brett (1709–1781)
- 1770–1771 Sir Francis Holburne (1704–1771)
- 1771–1775 Augustus Hervey (1724–1779)
- 1775–1779 Sir Hugh Palliser (1723–1796)
- 1779–1780 Robert Man (1721–1783)
- 1780–1782 George Darby (1720–1790)
- 1782–1783 Sir Robert Harland (1715–1784)
- 1783      Hugh Pigot (1722–1792)
- 1783–1789 John Leveson-Gower (1740–1792)
- 1789–1795 Samuel Hood, 1. baron Hood (1724–1816)
- 1795      Sir Charles Middleton (1726–1813)
- 1795–1801 James Gambier (1756–1833)
- 1801–1804 Sir Thomas Troubridge (1758–1807)
- 1804–1806 James Gambier (1756–1833)
- 1806–1807 John Markham (1761–1827)
- 1807–1808 James Gambier, 1. baron Gambier (1756–1833)
- 1808–1812 Sir Richard Bickerton (1759–1832)
- 1812–1813 William Domett (1752–1828)
- 1813–1816 Sir Joseph Sydney Yorke (1768–1831)
- 1816–1820 Sir Graham Moore (1764–1843)
- 1820–1827 Sir William Johnstone-Hope (1766–1831)
- 1827–1828 princ William, vévoda z Clarence (1765–1837)
- 1828–1830 Sir George Cockburn (1772–1853)
- 1830–1834 Sir Thomas Masterman Hardy (1769–1839)
- 1834      Sir George Dundas (1778–1834)
- 1834      Sir Charles Adam (1780–1853)
- 1834–1835 Sir George Cockburn (1772–1853)
- 1835–1841 Sir Charles Adam (1780–1853)
- 1841–1846 Sir George Cockburn (1772–1853)
- 1846      Sir William Parker (1781–1866)
- 1846–1847 Sir Charles Adam (1780–1853)
- 1847–1852 Sir James Deans-Dundas (1785–1862)
- 1852      Sir Maurice Fitzhardinge Berkeley (1788–1867)
- 1852–1854 Sir Hyde Parker (1784–1854)
- 1854–1857 Sir Maurice Fitzhardinge Berkeley (1788–1867)
- 1857–1858 Sir Richard Saunders Dundas (1802–1861)
- 1858–1859 Sir William Fanshawe Martin (1801–1895)
- 1859–1861 Sir Richard Saunders Dundas (1802–1861)
- 1861–1866 Sir Frederick William Grey (1805–1878)
- 1866–1868 Sir Alexander Milne (1806–1896)
- 1868–1872 Sir Sydney Colpoys Dacres (1804–1884)
- 1872–1876 Sir Alexander Milne (1806–1896)
- 1876–1877 Sir Hastings Yelverton (1808–1878)
- 1877–1879 Sir George Greville Wellesley (1814–1901)
- 1879–1885 Sir Astley Cooper Key (1821–1888)
- 1885–1886 Sir Arthur William Hood (1824–1901)
- 1886      lord John Hay (1827–1916)
- 1886–1889 Sir Arthur William Hood (1824–1901)
- 1889–1891 Sir Richard Vesey Hamilton (1829–1912)
- 1891–1893 Sir Anthony Hiley Hoskins (1828–1901)
- 1893–1899 Sir Frederick Richards (1833–1912)
- 1899–1904 lord Walter Kerr (1839–1927)
- 1904–1910 Sir John Arbuthnot Fisher (1841–1920)
- 1910–1911 Sir Arthur Knyvet Wilson (1842–1921)
- 1911–1912 Sir Francis Charles Bridgeman (1848–1929)
- 1912–1914 princ Ludvík z Battenbergu (1854–1921)
- 1914–1915 John Arbuthnot Fisher, 1. baron Fisher (1841–1920)
- 1915–1916 Sir Henry Bradwardine Jackson (1855–1929)
- 1916–1918 Sir John Jellicoe (1859–1935)
- 1918–1919 Sir Rosslyn Wemyss (1864–1933)
- 1919–1927 David Beatty, 1. hrabě Beatty (1871–1936)
- 1927–1930 Sir Charles Edward Madden (1862–1935)
- 1930–1933 Sir Frederick Laurence Field (1871–1945)
- 1933–1938 Ernle Chatfield, 1. baron Chatfield (1873–1967)
- 1938–1939 Sir Roger Backhouse (1878–1939)
- 1939–1943 Sir Dudley Pound (1877–1943)
- 1943–1946 Andrew Cunningham, 1. vikomt Cunningham (1883–1963)
- 1946–1948 Sir John Cunningham (1885–1962)
- 1948–1951 Bruce Fraser, 1. baron Fraser (1888–1981)
- 1951–1955 Sir Rhoderick McGrigor (1893–1959)
- 1955–1959 Louis Mountbatten, 1. hrabě z Barmy (1900–1979)
- 1959–1960 Sir Charles Lambe (1900–1960)
- 1960–1963 Sir Caspar John (1903–1984)
- 1963–1966 Sir David Luce (1906–1971)
- 1966–1968 Sir Varyl Begg (1908–1995)
- 1968–1970 Sir Michael Le Fanu (1913–1970)
- 1970–1971 Sir Peter Hill-Norton (1915–2004)
- 1971–1974 Sir Michael Pollock (1916–2006)
- 1974–1977 Sir Edward Ashmore (1919–2016)
- 1977–1979 Sir Terence Lewin (1920–1999)
- 1979–1982 Sir Henry Leach (1923–2011)
- 1982–1985 Sir John Fieldhouse (1928–1992)
- 1985–1989 Sir William Staveley (1928–1997)
- 1989–1993 Sir Julian Oswald (1933–2011)
- 1993–1995 Sir Benjamin Bathurst (*1936)
- 1995–1998 Sir Jock Slater (*1938)
- 1998–2001 Sir Michael Boyce (*1943)
- 2001–2002 Sir Nigel Essenhight (*1944)
- 2002–2006 Sir Alan West (*1948)
- 2006–2009 Sir Jonathon Band (*1950)
- 2009–2013 Sir Mark Stanhope (*1952)
- 2013–2016 Sir George Zambellas (*1958)
- 2016–2019 Sir Philip Jones (*1960)
- 2019–2021 Sir Tony Radakin (*1965)
- od 2021   Sir Ben Key (*1965)